# Örtjärnen (Enångers socken, Hälsingland)
Örtjärnen är en sjö i Hudiksvalls kommun i Hälsingland och ingår i Ljusnans huvudavrinningsområde. Sjön har en area på 0,0409 kvadratkilometer och ligger 287,4 meter över havet.

## Delavrinningsområde
Örtjärnen ingår i det delavrinningsområde (682312-154341) som SMHI kallar för Namn saknas. Medelhöjden är 295 meter över havet och ytan är 3,47 kvadratkilometer. Räknas de 3 avrinningsområdena uppströms in blir den ackumulerade arean 7,8 kvadratkilometer. Ängaån (Millmyrån) som avvattnar avrinningsområdet har biflödesordning 2, vilket innebär att vattnet flödar genom totalt 2 vattendrag innan det når havet efter 87 kilometer. Avrinningsområdet består mestadels av skog (99 procent). Avrinningsområdet har 0,04 kvadratkilometer vattenytor vilket ger det en sjöprocent på 1,2 procent.